# Diplycosia abscondita
Diplycosia abscondita är en ljungväxtart som beskrevs av Herman Otto Sleumer. Diplycosia abscondita ingår i släktet Diplycosia och familjen ljungväxter. Inga underarter finns listade i Catalogue of Life.